# Oreochromis amphimelas
Oreochromis amphimelas é uma espécie de peixe da família Cichlidae.
É endémica de Tanzânia.
Os seus habitats naturais são: lagos de água doce intermitentes e lagos salinos.